# ナムディン省
ナムディン省（ナムディンしょう、ベトナム語：Tỉnh Nam Định / 省南定  発音）は、ベトナムのかつての省（地方自治体）の一つ。省都はナムディン市。紅河デルタ地方に位置し、バクボ湾（北部湾）に接している。
省都ナムディン市はハノイ市、ハイフォン市に次ぐ紅河デルタ第3の都市で、13世紀に成立した陳朝の根拠地でもあった。フランス領インドシナ期には繊維工業を主体とした工業都市としても知られた。
2025年、ハナム省と共にニンビン省に統合された。

## 隣接行政区画
- ニンビン省
- ハナム省
- タイビン省

## 行政区画
1市8県で構成される。
- ナムディン市（Nam Định / 南定）
- ザオトゥイ県（Giao Thủy / 膠水）
- ハイハウ県（Hải Hậu / 海後）
- ナムチュック県（Nam Trực / 南直）
- ギアフン県（Nghĩa Hưng / 義興）
- チュックニン県（Trực Ninh / 直寧）
- ヴバン県（Vụ Bản / 務本）
- スアンチュオン県（Xuân Trường / 春長）
- イーイエン県（Ý Yên / 懿安）

## ナムディン省出身の人物
- チュオン・チン - 共産党書記長
- イ・バン - 作家